# Adrapsa murina
Adrapsa murina är en fjärilsart som beskrevs av Rothschild 1920. Adrapsa murina ingår i släktet Adrapsa och familjen nattflyn. Inga underarter finns listade i Catalogue of Life.